# Jane Swift
Jane Swift, född 24 mars 1965 i North Adams, Massachusetts, är en amerikansk republikansk politiker. Hon var ledamot av Massachusetts senat 1991–1997 och Massachusetts viceguvernör 1999–2003 (dessutom tillförordnad guvernör 2001–2003).
Swift avlade 1987 kandidatexamen vid Trinity College. År 1991 tillträdde hon som den yngsta kvinnan någonsin som ledamot av Massachusetts senat.
Swift tillträdde 1999 som Massachusetts viceguvernör. Guvernör Paul Cellucci avgick 2001 och Swift var tillförordnad guvernör för resten av Celluccis mandatperiod som guvernör. Swift födde ett barn medan hon var tillförordnad guvernör och det var den första gången i USA:s historia för någon som skötte ett guvernörsämbete.